# Guihaia argyrata
Guihaia argyrata es una especie de plantas fanerógamas perteneciente a la familia Arecaceae (palmas), es originaria del sur de China hasta unos 26º de latitud norte.

## Descripción
Es una palma multicaule, es decir, con varios tallos, de aspecto arbustivo, tallos de hasta 50 cm de altura aproximadamente, con hojas palmeadas cuyo peciolo puede medir un metro y puede alcanzar hasta 2 en plantas bastante desarrolladas.

## Taxonomía
Guihaia argyrata fue descrito por J.Dransf., S.K.Lee & F.N.Wei y publicado en Principes 29: 7. 1985.
Etimología
Guihaia: nombre genérico nombrado por la zona conocida como Gui Hai en la antigua literatura china  y que incluye las zonas de piedra caliza cárstica de Guangxi.
argyrata: epíteto latino que significa "plateada".
Sinonimia
- Trachycarpus argyratus S.K.Lee & F.N.Wei[4]